# Единственный исход злодейки — смерть
«Единственный исход злодейки — смерть» (англ. «Villains Are Destined to Die», кор. «악역의 엔딩은 죽음뿐») —  манхва в жанре исекай, созданная на основе веб-новеллы «Смерть — единственный конец для злодейки», написанная Квон Гёыль (권겨을). Главным художником комикса выступает Суволь, известный под псевдонимом SUOL. Манхва состоит из нескольких томов и на данный момент находится в стадии выпуска, достигнув середины третьего тома, выходит на популярных платформах для чтения манхвы в онлайн формате регулярно 3 раза в месяц.
На русском языке манхва выпущена издательством «МИФ».

## Сюжет
Сюжет комикса повествует о девушке, что перевоплотилась в персонажа популярной мобильной игры «Любовь принцессы» — в главную злодейку Пенелопу Экхарт. Пенелопу ненавидят, над ней издеваются и считают её пустышкой, что заняла место настоящей дочери герцога Экхарт. Приёмные братья, отец, все жители Империи желают лишь одного — смерти. Любое неверное действие или слово приведёт к гибели, поэтому девушке необходимо завоевать сердце хотя бы одного из пяти мужчин - любовных интересов данной игры.

## Персонажи

### Пенелопа Экхарт
«Я буду начинать сначала… Снова и снова. Я должна выжить во что бы то ни стало!»
Пенелопа была злодейкой в отомэ-игре «Любовь принцессы». Пенелопа — приёмная дочь герцога Экхарт: она — самозванка, заменившая настоящую дочь герцога — Ивонн, что пропала в раннем детстве. О раннем детстве Пенелопы, до вхождения в семью герцога Экхарт, известно не так уж и много. Она родилась простолюдинкой без фамилии, её мать была бедной торговкой и скончалась от болезни, когда Пенелопе было 12 лет. Вскоре после этого герцог удочерил её, однако слуги и приёмые братья сразу же невзлюбили её.
У неё были очень плохие отношения с членами семьи, слуги издевались над ней и кормили вместо еды мусором, из-за чего девушка обзавелась комплексами и злобным характером. В обычном режиме игры Пенелопа погибает во всех концовках. Однако теперь в её теле находится другая душа — молодая кореянка, которая в своём мире внезапно погибла. Героиня помнит свою прошлую жизнь и помнит игру, в которой оказалась; однако до своей смерти она так и не смогла пройти сложный режим игры, в котором необходимо играть за Пенелопу. В реальной жизни у героини были похожие семейные проблемы, и поэтому она симпатизирует Пенелопе.
Пенелопа описана как молодая, красивая девушка. Ей 17 лет в начале повествования. У неё пурпурные волосы, мягкими волнами спускавшиеся до бёдер, а кончики чёлки кажутся гораздо более бледно-розовыми. Её глаза бирюзовые, с синим градиентом сверху и зелёным снизу.
Будучи приёмной дочерью герцога, она носила одежду, подобающую дворянке, однако многие дворяне критиковали её стиль за то, что он был слишком экстравагантным.

## Критика
Рецензенты отмечают драматичность подачи истории и психологическую напряжённость, которая возникает из-за того, что проблемы Пенелопы перекликаются с семейной драмой героини, которая попала на её место. Яркие иллюстрации Суволь создают романтическую атмосферу. В качестве недостатков указывается на то, что героиня использует своё аристократическое положение для того, чтобы унижать и «ставить на место» нижестоящих, что не всегда вызывает сочувствие. В целом манхва показывает нестандартный подход к жанру исекай и может послужить интересным образцом манхвы для незнакомого с ней читателя.
В 2020 году манхва заняла второе место среди комиксов Kakao Page (в голосовании участвовали свыше 850 тысяч читателей).

## Издания
- Квон Гёыль, Суволь. Единственный конец злодейки — смерть. Том 1. М.: Манн, Иванов и Фербер, 2022. ISBN 978-5-00195-627-3